# آي تربل إي 802.10
آي تربل إي 802.10 هو معيار سابق لوظائف الأمان التي يمكن استخدامها في كل من الشبكات المحلية والشبكة المدينية استنادًا إلى بروتوكولات آي تربل إي 802. ويحدد البروتوكول 802.10 إدارة الارتباطات الأمنية وإدارة المفاتيح، بالإضافة إلى التحكم في الوصول وسرية البيانات وسلامة البيانات.
تم سحب معايير آي تربل إي 802.10 في يناير 2004 ومجموعة العمل الخاصة بالمعيار ليست نشطة حاليًا. تم توحيد أمان الشبكات اللاسلكية في آي تربل إي 802.11i.
يعتمد بروتوكول رابط التبديل الداخلي لسيسكو (ISL) لدعم الشبكات المحلية الافتراضية على الإيثرنت وتقنيات الشبكات المحلية المماثلة على آي تربل إي 802.10؛ في هذا التطبيق تم استبدال 802.10 إلى حد كبير بـ آي تربل إي 802.1Q.
يتكون المعيار الجاري تطويره من عدة أجزاء:
- النموذج، بما في ذلك إدارة الأمن.
- بروتوكول تبادل البيانات الآمن (SDE).
- إدارة المفاتيح.
- تبادل البيانات الآمن عبر إيثرنت 2.0.
- إدارة الطبقة الفرعية.
- تسميات الأمان.
- توافق بيان مطابقة تنفيذ البروتوكول.

## روابط خارجية
- آي تربل إي 802.10-1998